# Pitcairnia augusti
Pitcairnia augusti är en gräsväxtart som beskrevs av Hermann August Theodor Harms. Pitcairnia augusti ingår i släktet Pitcairnia och familjen Bromeliaceae. Inga underarter finns listade i Catalogue of Life.